# اللهجة الفلزدية
اللهجة الفلزدية هي إحدى لهجات اللغة الألبانية، الا ان العديد من اللغويين يعتبرونها لغة منفصلة بحد ذاتها، نظرا للاختلاف الكبير بين الألبانية والفلزدية، عكس اللهجات الألبانية الفعلية التوسك والغاج، بينما تعتبر مجموعة أخرى من اللغويين ان الفلزدية ما هي الا خليط من اللغة التركية وبعض اللغات الأوروبية وهناك تأثر ملحوظ للفلزدية باللغة العربية.

## التاريخ
نشأت اللهجة الفلزدية عقب هجرات القبائل السلافية التي كانت تقطن في محيط روس-كييف إلى منطقة البلقان، حافظت اللهجة على العديد من المصطلحات ذان الأصول السلافية نظرا لعزلة سكانها، لكن مع بداية الحكم العثماني واعتناق عدد كبير من سكان ألبانيا الإسلام دخلت العديد من المصطلحات ذات الأصول التركية والفارسية والعربية إلى اللهجة الفلزدية.
عقب استقلال ألبانيا الحقت الفلزدية باللهجات الألبانية وهي اللهجة الألبانية الوحيدة التي يزيد عدد المصطلحات ذات الأصول غير الألبانية فيها إلى أكثر من 50 بالمائة.
في عام 1993 تم تأسيس الجمعية الوطنية للهجة الفلزدية NGBFB واصدرت ذات الجمعية أول قاموس فلزدي-ألباني يضم الالاف من المصطلحات الفلزدية، في جانفي 1997 صدرت أول جريدة باللهجة الفلزدية في بلدية اوسكوب بشكودور شمالي ألبانيا وابتداء من 2002 بدات اذاعة شكودور المحلية ببث برامجها باللغة الألبانية واللهجة الفلزدية.

## تأثير اللغات الأخرى
حافظت اللهجة الفلزدية على العديد من المصطلحات السلافية وهذا بفضل العزلة التي عاشها السلاف الذين هاجروا إلى شمالي ألبانيا لعدة قرون، ساهم التأثير التركي-العثماني في تطور اللغة بشكل فريد من نوعه، خلال وبعد الحرب العالمية الثانية، وخلال فترة حكم أنور خوجة التي شهدت إنشاء العديد من المدراس والمعاهد، دخل كم هائل من المصطلحات العلمية والتقنية ذات الأصول الإيطالية والفرنسية والإنجليزية، كما صاحب عملية التمدن التي شهدها الشمال الألباني دخول العديد من المصظلحات الألبانية-بلهجتيها الغاج والتوسك-.

## لهجة أم لغة
عقب استقلال ألبانيا تم اعتبار اللهجة الفلزدية كفرع من لهجات الغاج المنتشرة في الشمال الألباني.الا ان هذه القضية تثير الكثير من الجدل، القاموس الصادر عام 1992 يظهر الاختلاف الكبير بين الفلزدية ولهجة الغاج واللغة الألبانية على حد سواء، بينما المقارنة التي جرت بين اللغات السلافية الجنوبية واللهجة الفلزدية اوضحت تشابه بينهما إلى حد ما.
طالبت الجمعية الوطنية للهجة الفلزدية باعتبار الفلزدية كلهجة سلافية جنوبية عوض اعتبارها لهجة ألبانية إلا أنه لحد الآن لم يتم مناقشة الموضوع من قبل أي هيئة رسمية ألبانية إلا أن الجمعية أعدت مشروعا لتتم مناقشته على مستوى البرلمان الألباني وهذا لإصدار الوثائق الرسمية في المناطق ذات أغلبية السكان ذوي الأصول السلافية باللغة الألبانية واللهجة الفلزدية على حد سواء.

## الأبجدية الفلزدية
تمت كتابة اللهجة الفلزدية بعدة أبجديات على مر التاريخ، تشير وثائق تاريخية إلى أنه تمت كتابتها بالأبجدية السيريلية، خلال الحكم العثماني ومثل اللغة الألبانية تمت كتابتها بالأبجدية العربية التي كانت منتشرة في البلقان آنذاك، عقب الاستقلال كتبت اللهجة بالأبجديتين اللاتينية والسيريلية، وعقب تأسيس الجمعية الوطنية للهجة الفلزدية تم اعتماد الأبجدية اللاتينية رسميا مع ابتكار بعض الحروف الجديدة.
A Ä B S Ş D E F Ḟ G Ḡ H Ḫ Ḩ Ι İ J K L M N O Ö P R Ř C T U Ü Ø X Y.

## وصلات
Albanian dialects
http://www.albanian.com/main/culture/language/dialects.html
 ألبانيا